# Junge Kantorei
Die Junge Kantorei e. V. ist ein unabhängiger Konzertchor mit Teilchören in Frankfurt/Main und Heidelberg, in der Vergangenheit auch in Bonn und Marburg. Der Chor wurde 1969 von dem Musiker und Musikforscher Joachim Carlos Martini gegründet, der den Chor bis 2013 leitete. In dieser Zeit hat sich der Chor besonders durch Konzerte in zahlreichen Städten, im Kloster Eberbach und durch die erstmaligen Einspielungen unbekannter Oratorien (die Pasticci Gideon, Nabal und Tobit) von Georg Friedrich Händel einen Namen gemacht. Diese Einspielungen und andere sind als CD-Produktionen über den Chor oder über das Naxos-Label erhältlich.
Im Jahr 2014 übernahm Jonathan Hofmann die künstlerische Leitung und prägt seitdem besonders durch neue Konzepte (Neues Hören, Junge Kantorei für Junge Ohren, patchwork@) die Chorarbeit und die aktuellen Konzerte im Rhein-Main-Gebiet und in Heidelberg.